# Captain Nathaniel B. Palmer House
Das Captain Nathaniel B. Palmer House ist ein historisches Gebäude in Stonington im US-Bundesstaat Connecticut. Es diente als Wohnhaus von Nathaniel Brown Palmer, einem der drei ersten Menschen, die die Antarktis gesehen haben.
Das in Greek Revival und im Italianate-Stil errichtete Gebäude wurde 1852 von Nathaniel Palmer und seinem Bruder Alexander Smith Palmer errichtet. Es befindet sich auf einem Hügel über der Stadt und ist besonders aufgrund der achteckigen Kuppel auf dem Dach auffällig.
Bis zum Kauf durch die Stonington Historical Society, die sich für den Erhalt historischer Gebäude im Ort einsetzt, im Jahr 1994, war unklar, ob das Gebäude abgerissen wird. Nach dem Kauf wurde es jedoch zeitgenössisch hergerichtet und am 19. Juni 1996 als National Historic Landmark anerkannt. Am gleichen Tag erfolgte der Eintrag als Baudenkmal in das National Register of Historic Places.
Heute beherbergt das Haus ein Museum, in dem Bilder und Daten von Palmers Laufbahn als Seemann ausgestellt werden.